# Йожеф Моравець
Йожеф (Йосіф) Моравець (рум. József (Iosif) Moravetz, 14 січня 1911 — 16 лютого 1990) — румунський футболіст, що грав на позиції півзахисника, зокрема, за клуб «Ріпенсія», а також національну збірну Румунії.
Чемпіон Румунії. Володар Кубка Румунії. 

## Клубна кар'єра
У футболі дебютував 1930 року виступами за команду клубу «РГМТ Тімішоара», в якій провів п'ять сезонів. 
1935 року перейшов до клубу «Ріпенсія», за який відіграв 1 сезон. Завершив професійну кар'єру футболіста виступами за «Ріпенсію» у 1936 році.

## Виступи за збірну
1931 року дебютував в офіційних матчах у складі національної збірної Румунії. Протягом кар'єри у національній команді, яка тривала 4 роки, провів у її формі 10 матчів..
У складі збірної був учасником чемпіонату світу 1934 року в Італії де зіграв в матчі 1/8 фіналу проти Чехословаччини (1-2).
Помер 16 лютого 1990 року на 80-му році життя.

## Титули і досягнення
- Чемпіон Румунії (1):

«Ріпенсія»: 1935–1936
- Володар Кубка Румунії (1):

«Ріпенсія»: 1935-1936